# Hoghill Burn
Der Hoghill Burn ist ein Wasserlauf in Dumfries and Galloway, Schottland. Er entsteht an der Westseite des Hog Fell und fließt in westlicher Richtung südlich des Hog Hill bis zu seiner Mündung in das Ewes Water westlich des Weilers Hoghill.